# Kirepapa
Kirepapa (キレパパ。?) è un manga di genere yaoi scritto da Ryo Takagi e pubblicato a partire dal 2003. Nel 2008 ne è stata effettuata una trasposizione animata in un OAV di 2 episodi complessivi della durata di 30 minuti ciascuno.
La storia racconta di Chisato, uno scrittore single e padre affettuoso, cerca con tutti i mezzi di proteggere il figlio dalle brame sessuali che tutti gli altri maschi sembrano nutrire verso di lui.

## Personaggi
Chisato Takatsukasa
Doppiato da Hikaru Midorikawa
Un uomo di 35 anni, romanziere, padre di Riju: è preoccupato che il figlio possa venir sessualmente molestato dai coetanei (soprattutto dal suo miglior amico Shunsuke), in quanto è un ragazzo molto bello.
Le sue paure ossessive sono in parte causate dai ricordi della propria infanzia, quando lui stesso s'è ritrovato ad esser vittima d'un'aggressione sessuale da parte di quello che credeva fino ad allora esser un suo amico, Kanzaki.
Afferma di essere innamorato della scrittrice Saki Shunka: i suoi racconti sono stati anzi l'ispirazione principale per sé stesso. Quando si rende conto che il suo autore preferito è in realtà il giovane Shunsuke, inizia a desiderarlo sessualmente.
Shunsuke Sakaki
Doppiato da Takahiro Sakurai
Il miglior amico di Riju, molto bello e dall'aspetto virile. Sotto lo pseudonimo di Saki Shunka scrive racconti per varie riviste e romanzi. Anche se in principio detestato da Chisato, i suoi libri sono stati i principali ispiratori per l'arte letteraria dello stesso Chisato.
In realtà Shunsuke è da anni segretamente interessato al padre dell'amico, ma ha sempre avuto paura di tradire Riju e farlo soffrire inutilmente: questo almeno fino a quando non scopre che Chisato è a sua volta innamorato del suo alter ego Saki.
A questo punto, cercando di approfittare al meglio della situazione venutasi a creare, confessa i suoi veri sentimenti a Chisato: tutto quello che ha scritto è sempre stato ispirato dalla passione amorosa che prova per lui.
Riju Takatsukasa
Doppiato da Kouki Miyata
15 anni. Figlio di Chisato, di costituzione minuta e molto femmineo, sia nell'aspetto che nel comportamento. È il miglior amico di Shunsuke; nel 2º episodio dell'OAV viene visto in una relazione sessuale con l'attore Kareru.
Kanzaki
Doppiato da Ken Narita
Il padre di Shunsuke. Ha frequentato a suo tempo la stessa scuola di Chisato, ed era il presidente del consiglio studentesco,ma i due si sono separati dopo le sue frequenti aggressioni a sfondo sessuale nei confronti dell'amico. Ma egli, pur dopo i molti anni trascorsi, continua ad esser innamorato di Chisato.
Nijo Kakeru
Doppiato da Junichi Suwabe
Attore che interpreta il ruolo di protagonista nel film ispirato ad uno dei romanzi di Shunsuke. Intrattiene temporaneamente un rapporto amoroso con Riju; si tratta di un uomo un po' misterioso.

## Episodi
| Nº    | (traduzione letterale) Giapponese 「Kanji」 - Rōmaji                                              | In onda          | In onda |
| Nº    | (traduzione letterale) Giapponese 「Kanji」 - Rōmaji                                              | Giapponese       |         |
| OAV 1 | Ti piace il bel padre? 「綺麗なお父さんは好きですか？」 - Kirei na o chichi san wa suki desu ka？ | 25 gennaio 2008  |         |
| OAV2  | Per te. 「君のために」 - Kimi no tame ni                                                          | 28 novembre 2008 |         |